# 釜山従軍慰安婦・女子勤労挺身隊公式謝罪等請求訴訟
釜山従軍慰安婦・女子勤労挺身隊公式謝罪等請求訴訟（プサンじゅうぐんいあんふ・じょしきんろうていしんたいこうしきしゃざいとうせいきゅうそしょう、通称：関釜裁判（かんぷさいばん）または関釜元慰安婦訴訟）は、慰安婦と朝鮮女子勤労挺身隊に関する謝罪と賠償を日本政府に求めて日本で起こした訴訟。最高裁判所にて原告の敗訴が確定している。

## 概略
韓国釜山市などの元日本軍慰安婦3人、元女子勤労挺身隊ら合計10人が、日本国の公式謝罪と賠償を求めて1992年に日本で起こした訴訟。
- 1992年12月25日　、山口地方裁判所下関支部に提訴。（1次）92.12.25（2次）93.12.1（3次）94.3.14。
- 1998年4月27日、山口地裁下関支部は、判決で立法不作為による国家賠償責任について一部原告側の訴えを認め（平成4年（ワ）第349号、平成5年（ワ）第373号、平成6年（ワ）第51号　訴訟は3次に渡る　判例時報1642号24頁）、計90万円の支払いを日本政府側に命じる[1]。
- 2001年3月29日、広島高等裁判所は、下関支部の判決を取り消し原告の訴えを棄却した（平成10年（ネ）第278号）（判例時報1759号42頁、判例タイムズ1081号91頁）。原告側は判決を不服として上告[1]。
- 2003年3月25日、最高裁判所（第3小法廷）は、上告を棄却。原告側の敗訴が確定した[1]。

## 判決
- 原告の元慰安婦3人の名前は、河順女、朴頭理、李順徳。3人の原告全てについて下関地裁判決で、事実認定が行われている。認定は、1 従軍慰安婦制度の実態、2 慰安婦原告らの被害事実の2点で行われており、従軍慰安婦制度の実態では、1993年（平成5年）8月4日の内閣官房内閣外政審議室から発表された文書「いわゆる従軍慰安婦問題について」(PDF)、をそのまま引用し、これを事実認定している（内容は、慰安婦制度一般についてその存在、国・軍の関与があったこと、募集方法に甘言畏怖などにより本人の意向に反して集めることがあったこと、朝鮮半島出身者が多いことなど[2]）。
- 地裁における事実認定では、「2 慰安婦原告らの被害事実」で、3人の原告の出身地、慰安婦になった経緯、慰安所での強要の状態などが事実認定されている。また慰安婦原告の陳述の信頼性についても、「貧困家庭に生まれ、教育も十分でなかったことに加えて、現在同原告らがいずれも高齢に達していることを考慮すると、その陳述や供述内容が断片的であり、視野の狭い、極身近な事柄に限られてくるのもいたしかたないというべきであって、その具体性の乏しさのゆえに同原告らの陳述や供述の信頼性が傷つくものではない」とし、「その信頼性は高いと評価され、先の通りに反証の全くない本件においてこれを全て採用することができる」としている[2]。
- なお、広島高裁でも慰安所制度の実態について「争いがない」と認定し、各原告についても事実を認めた上で、朴頭理、李順徳についてはPTSDを追記認定している。事実認定はこの判決で確定し、最高裁での棄却は賠償などの訴えを棄却している[2]。